# Sibylle Ihm
Sibylle Ihm (* 1965 in Hamburg) ist eine deutsche Klassische Philologin.

## Leben
Sibylle Ihm studierte von 1984 bis 1991 Klassische Philologie und Erziehungswissenschaften an der Universität Hamburg. Von 1992 bis 2002 war sie als Lehrbeauftragte am Institut für Griechische und Lateinische Philologie in Hamburg tätig. Während dieser Zeit wurde sie 1994 mit einer von Dieter Harlfinger betreuten Dissertation zum Dr. phil. promoviert. In den Jahren 1994 bis 1997 hielt sie sich mit einem Auslandsstipendium der Deutschen Forschungsgemeinschaft in Rom auf, anschließend war sie bis 2001 Postdoktorandin an Graduiertenkollegs in München und Bochum. Nach ihrer Habilitation (1999) arbeitete Ihm ab 2001 als Wissenschaftliche Assistentin an der Universität Leipzig, wohin sie sich 2003 umhabilitierte. Von 2001 bis 2006 war sie Heisenberg-Stipendiatin der Deutschen Forschungsgemeinschaft. Von 2005 bis 2012 lehrte sie als Lehrkraft für besondere Aufgaben an der Universität Göttingen. Im Juli 2010 wurde sie zur außerplanmäßigen Professorin ernannt. Seit 2023 ist sie an der Alanus-Hochschule Mannheim tätig. 2025 wurde sie zur Professorin an der Alanus Hochschule für Kunst und Gesellschaft ernannt. 
Ihms Forschungsschwerpunkte sind antike Medizin, Florilegienliteratur, hellenistische und augusteische Dichtung sowie Handschriftenkunde, Überlieferungsgeschichte und Textkritik. Ihre Habilitationsschrift, die kritische Edition der Florilegiensammlung Loci communes des Pseudo-Maximus Confessor (Palingenesia 73, Stuttgart 2001), erschien unabhängig von der gleichzeitig veröffentlichten Edition von Étienne Sargologos. Die Ausgabe von Sibylle Ihm wurde von der Fachwelt gelobt, weil sie zum ersten Mal die komplexe Überlieferung des Florilegiums berücksichtigte.

## Schriften (Auswahl)
- Der Traktat Περὶ τῶν ἰοβολῶν θηρίων καὶ δηλητηρίων φαρμάκων des sogenannten Aelius Promotus. Wiesbaden 1995 (Serta Graeca 4, Dissertation)
- Pseudo-Maximus Confessor. Erste kritische Edition einer Redaktion des sacro-profanen Florilegiums Loci communes nebst einer vollständigen Kollation einer zweiten Redaktion und weiterem Material. Stuttgart 2001 (Palingenesia 73, Habilitationsschrift)
- Clavis commentariorum der antiken medizinischen Texte. Leiden u. a. 2002 (Clavis commentariorum antiquitatis et medii aevi 1)
- Eros und Distanz. Untersuchungen zu Asklepiades in seinem Kreis. München/Leipzig 2004
- Weg in die Antike: Zum Geschichtsunterricht der 10. Klasse an Waldorfschulen. Selbstverlag, 2019